# Charles de Lorraine, duc de Guise

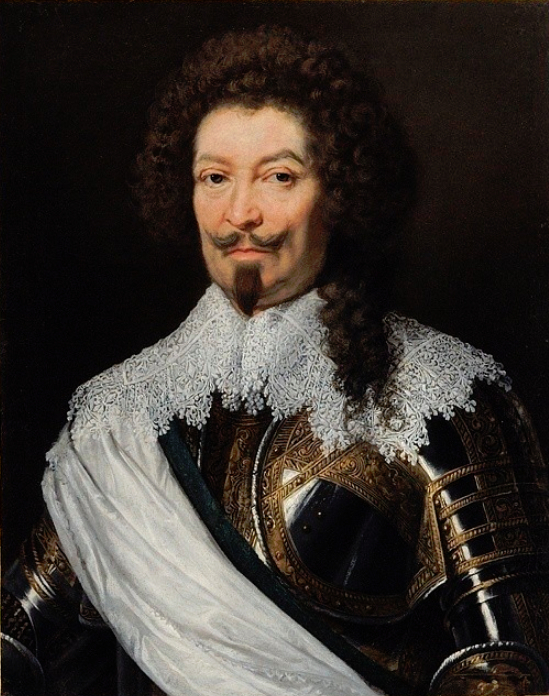
Porträt Charles 'de Lorraine, Herzog von Guise um 1635 von Justus Sustermans

Charles de Lorraine, der vierte Duc de Guise (* 20. August 1571 in Joinville; † 30. September 1640 bei Cuna, Italien) war ein Prinz aus einem jüngeren Zweig des herzoglichen Hauses von Lothringen (Haus Vaudémont).

## Leben
Charles war der älteste Sohn von Henri I. de Lorraine, duc de Guise, Fürst von Joinville, aus dem Haus Guise, einer jüngeren Linie des Hauses Vaudémont, der seit 1483 regierenden Herzöge von Lothringen, und der Katharina von Kleve, einer Gräfin von Eu. Nach der Ermordung seines Vaters durch die Leibwache Henris III. von Frankreich am 23. Dezember 1588 wurden Angehörige des Hauses Guise auf Befehl des Königs verhaftet. Charles konnte entkommen und tauchte in Paris unter. Nach dem Tode Henris III. unterwarf er sich dessen Nachfolger, huldigte Henri IV. und erhielt anstelle der von seinem Vater eingezogenen Provinz Champagne das Gouvernement der Provence. Der König ernannte ihn, in der Nachfolge seines Vaters, zum Großmeister von Frankreich.
Charles de Guise diente unter Louis XIII., beteiligte sich an den Kriegen gegen die Hugenotten und nahm Partei für die Königinmutter Maria de’ Medici im Streit gegen Kardinal Richelieu. Später überwarf er sich mit dem König und ging 1631 nach Italien, wo er am 30. September 1640 verstarb.

## Nachkommen
Aus der Ehe mit Henriette Catherine de Joyeuse (1585–1656), Witwe Henri de Bourbons (1563–1608), Herzog von Montpensier, die er am 6. Januar 1611 heiratete, gingen neun Kinder hervor:
- François de Lorraine-Guise (* 3. April 1612; † 7. Dezember 1639), Prinz de Joinville
- Henri II. de Lorraine 5. Duc de Guise (* 4. April 1614; † 2. Juni 1664), ⚭ I Anna Gonzaga; ⚭ II Honrine de Glymes († 1679), Erzbischof von Reims (1629–1640)
- Marie de Lorraine (* 5. August 1615; † 3. März 1688), Herzogin von Guise, Prinzessin von Joinville
- NN. de Loraine (* 4. März 1617; † 18. Januar 1618)
- Charles de Lorraine (* 15. Juli 1618; † 15. März 1637), Herzog von Joyeuse
- Françoise Renée de Lorraine (* 10. Januar 1621; † 4. Dezember 1682), Äbtissin von St-Pierre de Montmartre
- Louis de Lorraine (* 11. Januar 1622; † 27. September 1654), Herzog von Joyeuse und d’Angoulême, Großkammerherr von Frankreich ⚭ Françoise d' Angoulême (* 1631; † 1696)
- Roger de Lorraine (* 21. März 1624; † 6. September 1653), Ritter von Malta
- Françoise de Lorraine (* 1627; † 1682), Äbtissin von Saint-Pierre (Reims)